# Einschienenbahnen in Zentraljava

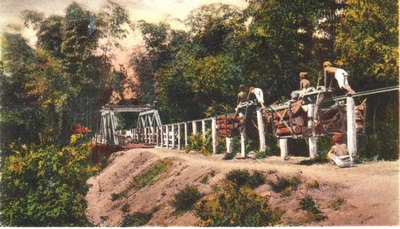
Einschienenbahn im Forstbezirk Grobogan (nördlich von Purwodadi)

Die Einschienenbahnen in Zentraljava wurden zum Transport von Holz aus den in den Bergen gelegenen Wäldern Zentraljavas zu den Flüssen genutzt.

## Geschichte
In den Jahren 1908 und 1909 errichtete der Förster H. J. L. Beck für den Transport von Kleinholz und Brennholz eine handbetriebene Einschienenbahn von begrenzter, aber ausreichender Kapazität im Forstbezirk Nord-Surabaya. In späteren Jahren wurde diese Idee von L. A. van de Ven, der um 1908–1910 Förster im Forstbezirk Grobogan (nördlich von Poerwodadi) war, weiterentwickelt. Er widmete sich der Planung, dem Bau und dem Betrieb von Einschienenbahnen, insbesondere Einschienenbahnen mit größerer Kapazität für schwereren Transport. Seine Überlegung war, dass der Bau und die Wartung von Einschienenbahnen in hügeligem Gelände, abgesehen von der Einsparung einer Schiene, erheblich billiger sein würden als die der üblichen Zweischienengleise, wie die der Cepu-Waldbahn. Daraufhin wurden Einschienenbahnen von den Plantagenbetreibern und Holzverarbeitungsbetrieben überall in den Bergen von Zentraljava gebaut. Es gab Einschienenbahnlinien in den Forstverwaltungen Grobogan, Undakan, Monggot, Cepu und Djombang-Babat. In den Jahren 1919/1920 verschwanden die handbetriebenen Einschienenbahnen jedoch allmählich und wurden durch Schmalspurbahnen mit Dampflokomotiven ersetzt, da sich die Waldnutzung änderte.

## Funktionsweise
Die Metallschiene der Einschienenbahn bei Babat (Lage) war in einer Höhe von etwa 3 Metern auf abgesägten Baumstümpfen oder auf eingegrabenen Pfosten verlegt. Auf der Schiene wurden W-förmige Wagen mit extrem niedrig liegendem Schwerpunkt durch die Schwerkraft oder von Hand bewegt. Selbst in den schärfsten Kurven konnten die schwingenden Wagen nicht aus dem Gleichgewicht kommen. Auch in der Regenzeit, wenn sich die Waldwege in Sümpfe verwandelten, verlief der Holztransport ungestört in luftiger Höhe auf den abgesägten Bäumen.

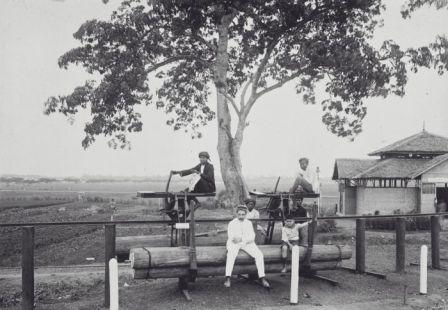
Typische Lore der Einschienenbahnen
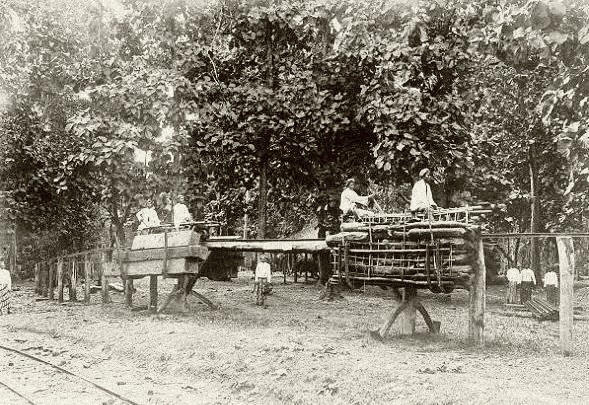
Einschienenbahn Grobogan
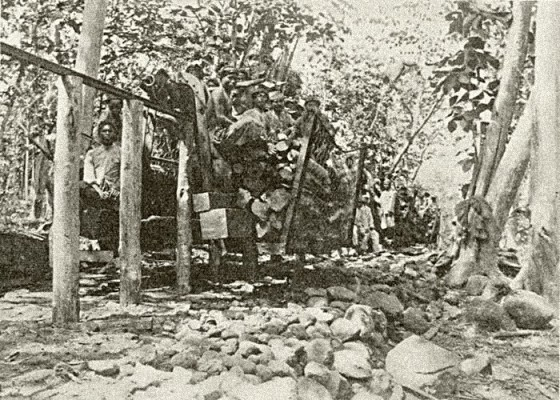
Einschienenbahn für 6 m³ oder etwa 5 t Holz
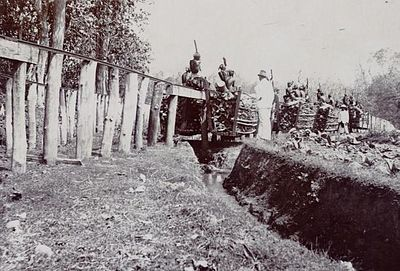
Einschienenbahn bei Tjepoe (Cepu)